# Higglytown Heroes - 4 piccoli eroi
Higglytown Heroes - 4 piccoli eroi (Higglytown Heroes) è una serie animata prescolare prodotta da Happy Nest. Viene mandata in onda negli Stati Uniti su Playhouse Disney su 13 settembre 2004, mentre in Italia, venne trasmessa dal 1º maggio 2005 su Playhouse Disney e in chiaro su Rai 2.

## Trama
La serie presenta i personaggi disegnati come delle bambole matrioska: i protagonisti Eubie, Wayne, Twinkle, Kip e la loro migliore amica, Fran la scoiattolina, vengono a conoscenza di tutti i lavori importanti che le persone fanno a Higglytown. Insieme, i bambini risolvono i loro problemi quotidiani, introdotti ogni volta nell'episodio per mezzo di una canzone.

## Episodi
| Stagione         | Episodi | Prima TV originale |
| ---------------- | ------- | ------------------ |
| Prima stagione   | 26      | 2004-2005          |
| Seconda stagione | 13      | 2005-2006          |
| Terza stagione   | 26      | 2006-2008          |

## Personaggi e doppiatori
| Personaggio           | Doppiatore originale   | Doppiatore Italiano                                       |
| --------------------- | ---------------------- | --------------------------------------------------------- |
| Eubie                 | Taylor Masamitsu       | Jacopo Bonanni                                            |
| Wayne                 | Frankie Ryan Manriquez | Manuel Meli                                               |
| Twinkle               | Liliana Mumy           | Lucrezia Marricchi (1^ voce) Angelica Bolognesi (2^ voce) |
| Kip                   | Rory Thost             | Alex Polidori                                             |
| Fran                  | Edie McClurg           | Giò Giò Rapattoni                                         |
| Pizza Boy             | Dee Bradley Baker      | Nanni Baldini                                             |
| Nonna                 | Betty White            | Angiolina Quinterno                                       |
| Fripp, il papà di Kip | Jim Wise               | Gerolamo Alchieri                                         |